# Michael Penn
Michael Penn, född 1 augusti 1958 i Greenwich Village, New York City, New York, är en amerikansk sångare, låtskrivare och kompositör. 
Michael Penn är bror till skådespelarna Christopher och Sean Penn och är gift med musikern Aimee Mann. Michael Penn släppte sitt debutalbum March 1989. Han var tidigare medlem i Los Angeles-bandet Doll Congress.

## Diskografi

### Solo
Studioalbum
- March (1989)
- Free-for-All (1992)
- Resigned (1997)
- MP4: Days Since a Lost Time Accident (2000)
- Mr. Hollywood Jr., 1947 (självutgiven) (2005)
- Mr. Hollywood Jr., 1947 (Legacy, återutgåva) (2007)

Singlar (topp 20 på US Modern Rock)
- "No Myth" (1989) (#4)
- "This & That" (1989) (#10)
- "Brave New World" (1990) (#20)
- "Seen the Doctor" (1992) (#5)
- "Long Way Down (Look What the Cat Drug In)" (1992) (#14)

Samlingsalbum
- Cinemascope (samling av soundtracks) (2005)
- Palms and Runes, Tarot and Tea: A Michael Penn Collection (2007)

### Med Doll Congress
EPs
- Buried Treasure (med Gabriele Morgan) (1981)
- Concrete & Clay (1982)
- Doll Congress (1983)

## Filmmusik (urval)
- 1997 – Boogie Nights
- 2006 – The Last Kiss
- 2009 – Solitary Man